# Bergmütze (Bundeswehr)

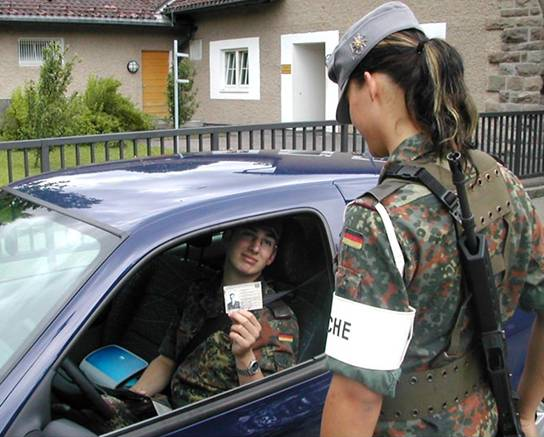
Hauptgefreiter im Wachdienst mit Feldanzug und Bergmütze in der einfachen Ausführung für Mannschaften

Die Bergmütze, eine Form von Schirmmütze, ist eine Kopfbedeckung der Bundeswehr. Die Bergmütze der Bundeswehr ist hellgrau und hat wie die meisten Bergmützen zwei herunterziehbare Klappen. Sie zählt bei fast allen Soldaten der Gebirgstruppe zur persönlichen Ausrüstung. Das an die Bergmütze angesteckte Edelweiß-Metallemblem ist ein bekanntes Symbol der Gebirgstruppe. Biesen erlauben eine grobe Einordnung des Dienstgrades des Trägers.

## Rechtsgrundlagen
Die Bergmütze ist als Teil der Uniform der Bundeswehr wegen deren Bedeutung im Völkerrecht besonders reglementiert. Maßgebliche gesetzliche Grundlage für Trageweise und Gestaltung ist die Anordnung des Bundespräsidenten über die Dienstgradbezeichnungen und die Uniform der Soldaten, die auch einige konkrete Bestimmungen über die zu tragenden Bergmützen enthält. Konkrete Bestimmungen zur Ausführung und den Tragebestimmungen regelt die Zentralvorschrift A2-2630/0-9804 „Anzugordnung für die Soldatinnen und Soldaten der Bundeswehr“, die die bis 2015 maßgeblichen Bestimmungen der Zentralen Dienstvorschrift (ZDv) 37/10 „Anzugordnung für die Soldaten der Bundeswehr“ inhaltlich im Wesentlichen kaum verändert fortführt. Die detaillierte Ausführung beschreiben insbesondere die vom Bundesamt für Ausrüstung, Informationstechnik und Nutzung der Bundeswehr herausgegebenen Technischen Lieferbedingungen TL 8405-0005 „Bergmütze für Offiziere, Unteroffiziere und Mannschaften, Gebirgstruppe“, TL 8455-0128 „Barettabzeichen (Truppengattungsabzeichen)“, und TL 8455-0005 „Mützenabzeichen, Metall“.

## Geschichte

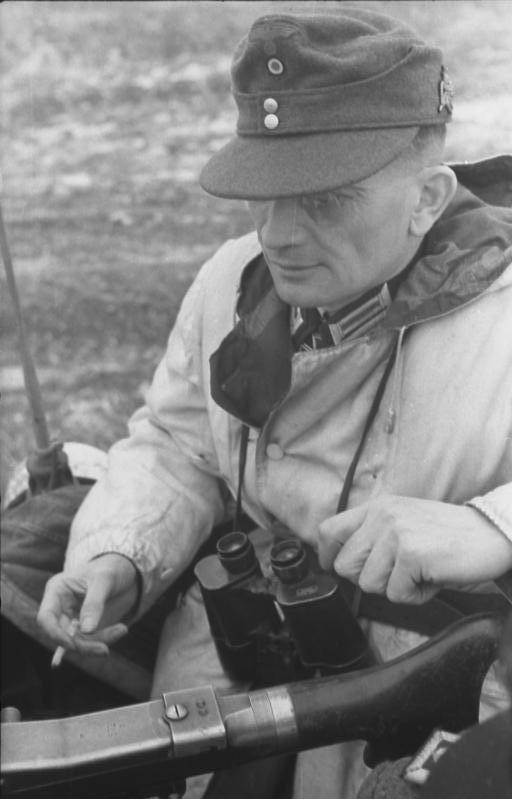
Bergmütze und Edelweiß der Wehrmacht, 1943

Die Tradition der Bergmütze in der Bundeswehr reicht ins 19. Jahrhundert zurück. Vorläufer war die 1868 in die Adjustierung der österreichisch-ungarischen Armee für die k.k. Gebirgstruppe aufgenommene Dienstmütze (Feldkappe). Vor dem Zweiten Weltkrieg (in etwa zeitgleich mit der Eingliederung der österreichischen Streitkräfte in die Wehrmacht) wurde die Bergmütze ähnlich der Kopfbedeckung der Kaiserschützen bei den Gebirgsjägern der Wehrmacht in grüngrauer Färbung eingeführt. Schnell übernahmen auch andere Truppenteile der Wehrmacht die Bergmütze (teils wie das Afrikakorps in abgewandelter und vereinfachter Form). 1943 sollte die der Bergmütze nachempfundene Einheitsfeldmütze M43 das Schiffchen (Typ „Feldmütze M35“) im Heer der Wehrmacht und Waffen-SS ablösen, wozu es jedoch im Kriegsverlauf nicht mehr flächendeckend kam.
Nach Gründung der Bundeswehr wurde die Bergmütze wieder Bestandteil der Uniform der Gebirgsjäger, die sie bis heute tragen. Die übrigen Heeressoldaten der Bundeswehr trugen in den Anfangsjahren zum Kampf- und Arbeitsanzug zunächst eine Feldmütze, die entfernt der Einheitsfeldmütze M43 der Wehrmacht ähnelte, 1967 wechselte man zum Schiffchen, kehrte aber nach einigen Jahren – flächendeckend spätestens mit Einführung der Feldanzüge heutigen Typs – zur Feldmütze zurück, die nun aber im Gegensatz zur ersten Feldmütze der Bundeswehr im Schnitt deutlich der Gebirgsmütze ähnelt.

### Geschichte des Edelweiß

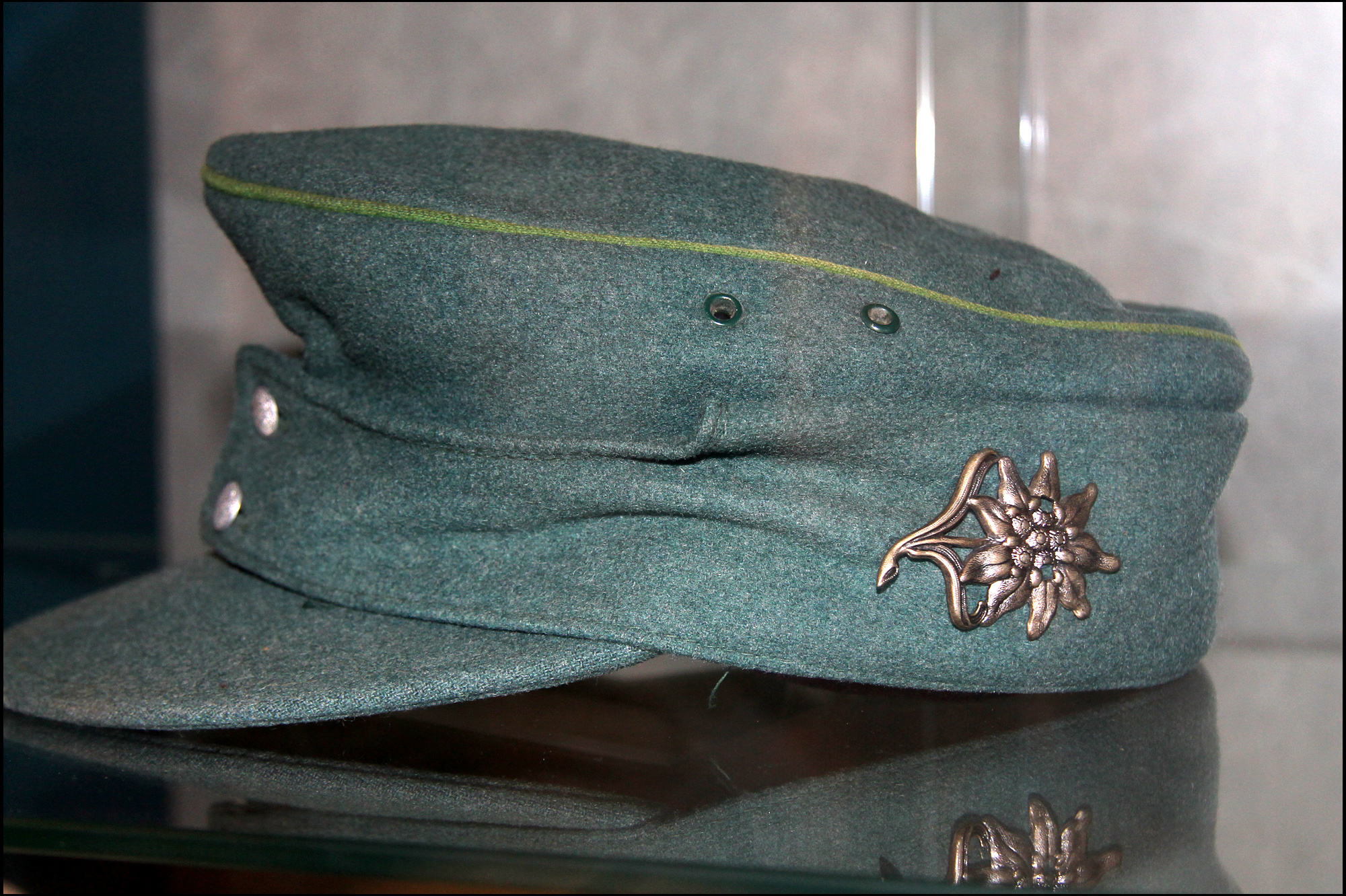
Bergmütze der Wehrmacht mit Edelweiß-Emblem

Das Edelweiß entstammt ebenfalls der österreichischen Militärgeschichte. 1907 wies Franz Joseph I. einigen in den Alpen stationierten Regimentern der Österreichisch-Ungarischen Armee das Edelweiß als Abzeichen zu. 1915 „verlieh“ Erzherzog Eugen dem Deutschen Alpenkorps das Edelweiß der k.k. Gebirgstruppe als Anerkennung seiner Leistung im Gebirgskrieg gegen Italien im österreichisch-ungarischen Alpenraum. Nach dem Ersten Weltkrieg verschwand das Edelweiß zunächst in den deutschen Streitkräften, wurde aber 1939 wieder für die Gebirgstruppe der Wehrmacht als Abzeichen für die Berg- und Schirmmütze sowie als Ärmelabzeichen eingeführt. Die Gebirgsverbände der Waffen-SS erhielten 1943 ebenfalls ein Edelweiß als Abzeichen für die Bergmütze, das vom Design der Wehrmachtsversion aber deutlich abwich.
Nach der Wiederbewaffnung wurde das Edelweiß 1957 vom Bundespräsidenten als Mützenabzeichen für die Gebirgstruppe der Bundeswehr genehmigt. Auch bei der Gebirgstruppe des österreichischen Bundesheeres ist das Edelweiß bis heute in verschiedenen Uniformstücken erhalten. In den Verbandsabzeichen der Gebirgstruppe der Bundeswehr ist das Edelweiß Hauptmotiv und findet sich so ähnlich auch im Sonderabzeichen für Heeresbergführer.

## Beschreibung

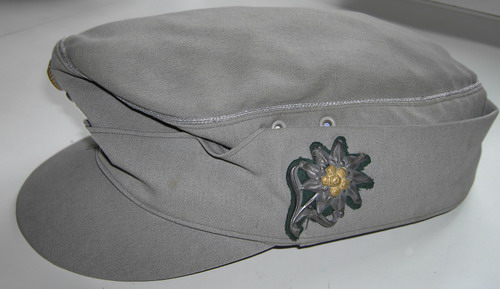
Bergmütze für alle Offiziere außer Generale. An der seitlichen Klappe ist das Edelweiß fixiert, die silberfarbenen Knöpfe über dem Schirm sind hier nicht zu sehen.

Der Oberstoff der Bergmütze ist passend zum Berganzug aus hellgrauem, leichtem Serge (Mischgewebe aus Polyester und Schurwolle) gefertigt. Die Bergmütze weist einen ovalen Deckel, einen Schirm und zwei herunterziehbare Klappen auf. Die Klappen bedecken dann, etwa bei schlechter Witterung, die Wangen des Trägers bzw. der Trägerin. Die Klappenzungen sind über dem Schirm mit zwei silberfarbenen Knöpfen verbunden. Daher können die Enden der Klappen bis unter das Kinn gezogen werden und so die Mütze fixieren. Im hochgeklappten Zustand sind die Knöpfe geschlossen, die Klappenteile liegen an den Seitenteilen der Mütze an.

### Deckelbiese
Diese Grundausführung wird für Generale um eine 10 Millimeter breite goldfarbene Deckelbiese (also eine in der Naht zwischen Deckel- und Seitenteilen herumlaufende Biese) aus Metallgespinst ergänzt; für alle sonstigen Offiziere mit einer silberfarbenen Deckelbiese aus Metallgespinst. Die Verwendung von gold- und silberfarbenem Gespinst zur Hervorhebung der Uniformen dieser Dienstgrade ist in ähnlicher Art von den Paspeln ihrer Dienstgradabzeichen und Dienstanzug- und Skiblusenkragen bekannt.

### Abzeichen
Eine metallgeprägte Kokarde in den Farben Farben schwarz-rot-gold (von innen nach außen beschrieben) ist auf der vorderen Mittelnaht oberhalb der beiden Klappenzungen angebracht.
Zwischen dem obersten Knopf und der Kokarde ist das „Abzeichen, Dienstmütze“ angebracht. Bei diesem handelt es sich um zwei hellaltgoldene (für Generale goldfarbene) metallgeprägte kreuzende Säbel. Sie ähneln dem Streitkräfteabzeichen für die Schirmmütze der Heeresuniformträger. Die beiden Knöpfe, Kokarde und die gekreuzten Säbel sind in einer Reihe vertikal angeordnet.
Zusätzlich wird an der Bergmütze ein altsilberfarbenes, metallgeprägtes Edelweiß mit goldfarbenen Staubgefäßen angesteckt. Das Edelweiß ist so auf der linken Klappe anzubringen, dass die Blüte im hochgeklappten Zustand in Mitte der Klappenhöhe liegt, der Stiel zum Schirmansatz zeigt und von diesem einen Abstand von zwei Zentimetern aufweist.

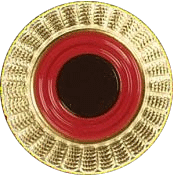
Kokarde
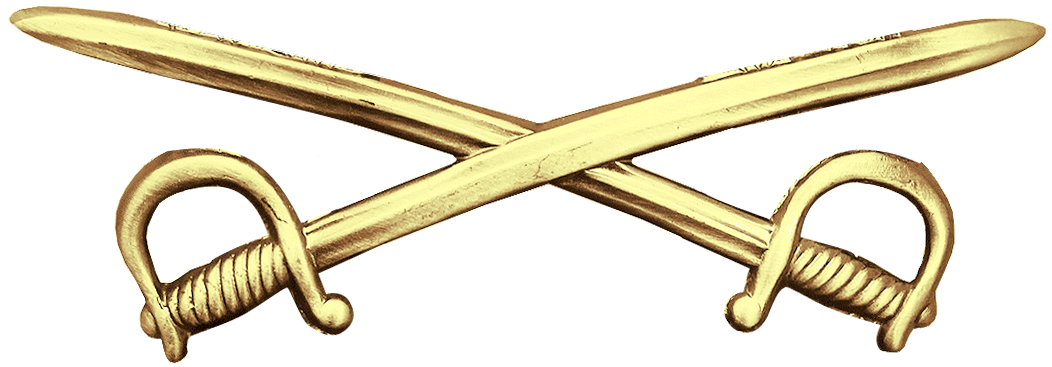
„Abzeichen, Dienstmütze“ für Generale: gekreuzte goldene Säbel
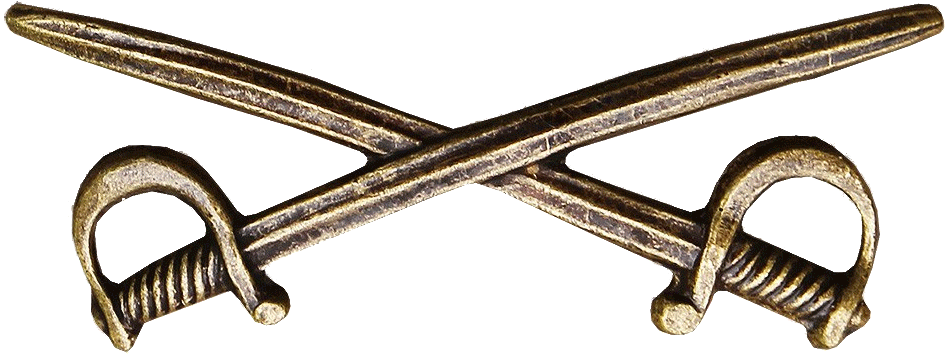
„Abzeichen, Dienstmütze“ (außer für Generale): hellaltgoldene Säbel
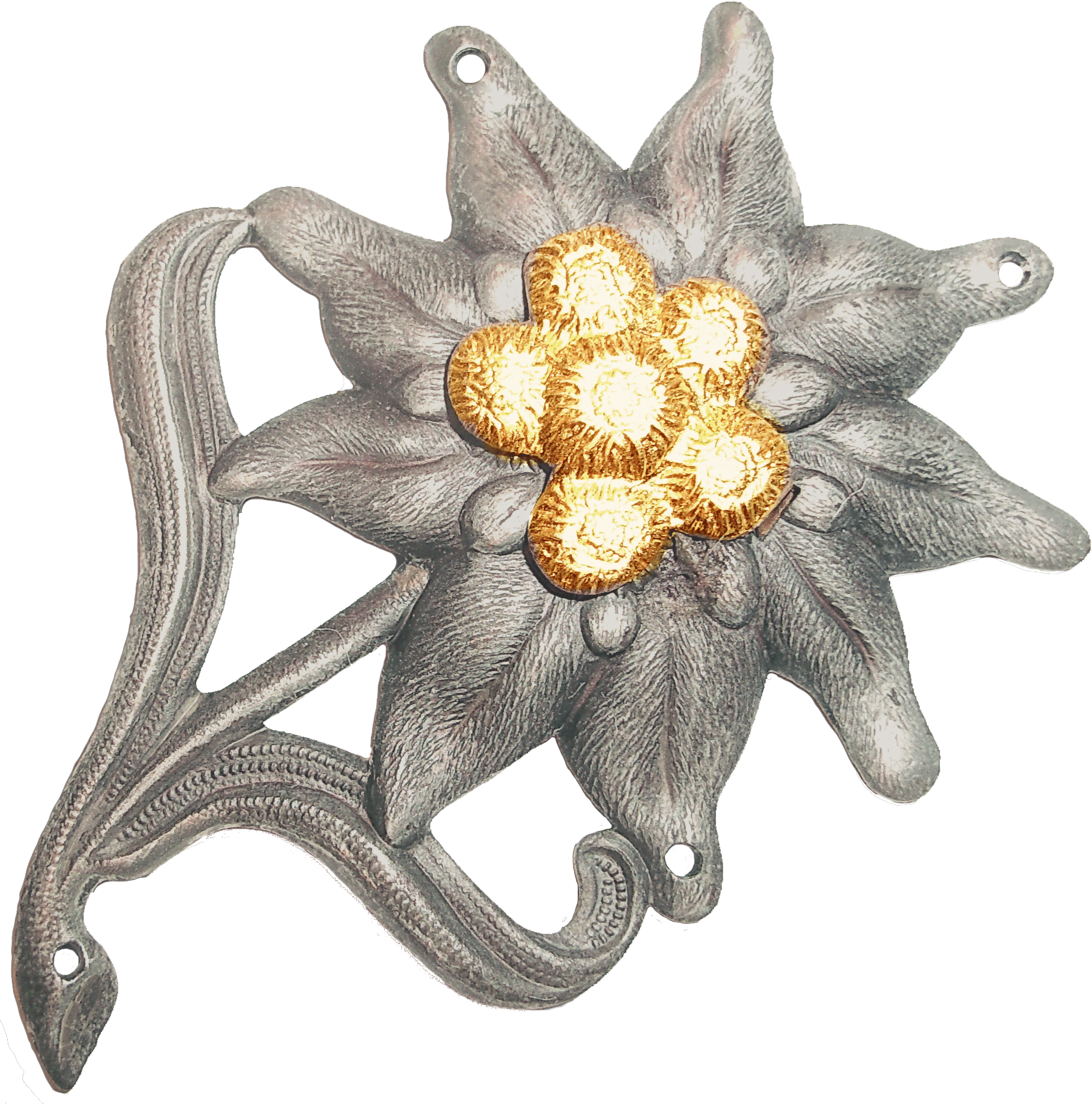
Edelweiß

## Tragebestimmungen

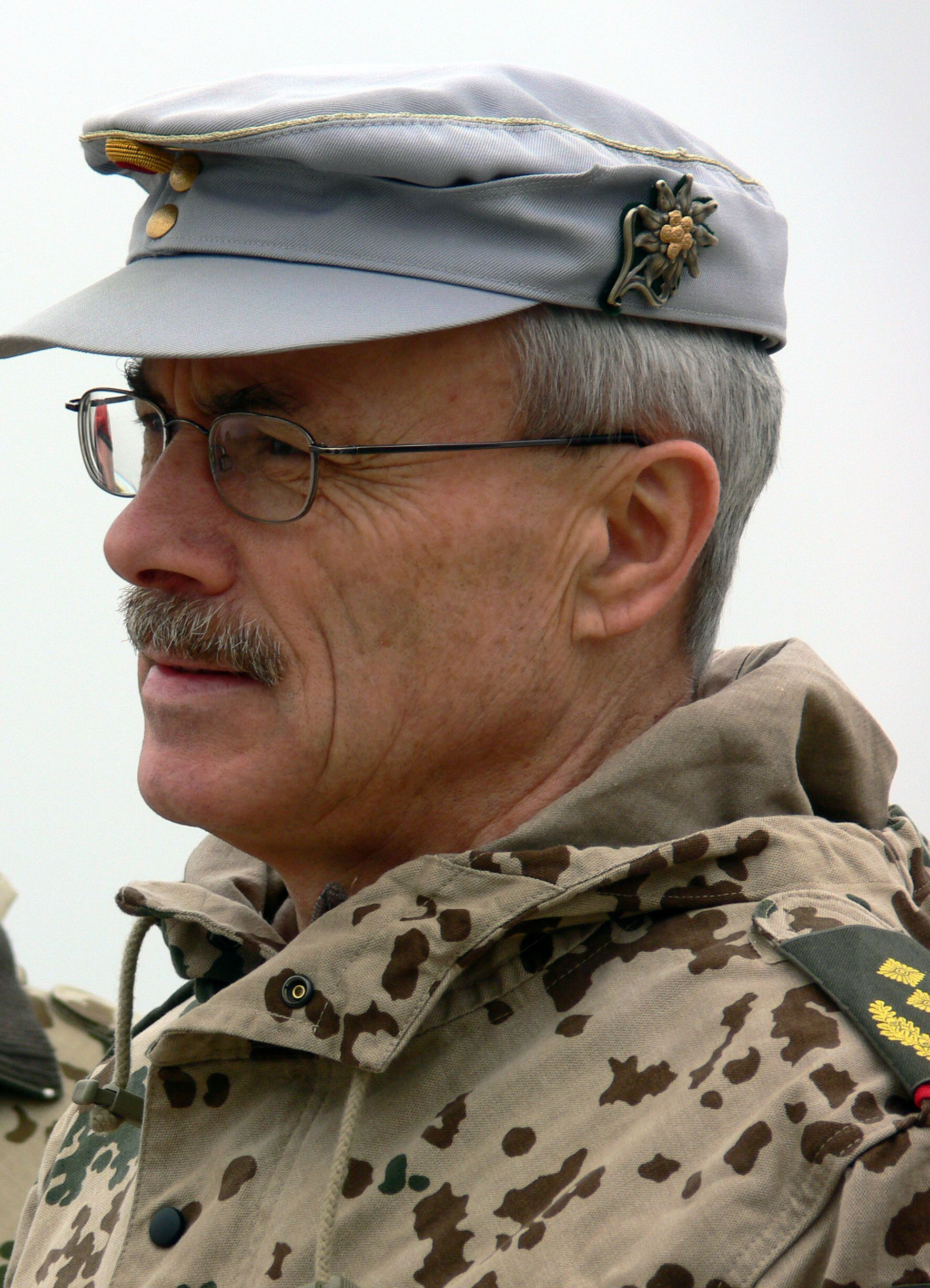
Generalleutnant Lahl trägt eine Bergmütze mit goldener Deckelbiese

Soldaten, die mit der Uniform der Gebirgsjägertruppe ausgestattet sind, tragen in festgelegten Truppenteilen des Heeres bzw. des Sanitätsdienstes meist die Bergmütze mit dem Edelweiß statt des Baretts.
Außerhalb dieser festgelegten Truppenteile darf die Bergmütze von Soldaten der Gebirgsjägertruppe nur bei Verwendungen im Bundesministerium der Verteidigung, in Kommandobehörden, Ämtern, Schulen, Landeskommandos und integrierten Stäben getragen werden. In allen anderen Fällen tragen Angehörige der Gebirgsjägertruppe das grüne Barett mit dem Abzeichen der Jägertruppe.